# Raphi Kanchanaraphi
Raphi Kanchanaraphi (1936 – 19 de febrero de 2010) fue un jugador de bádminton de primer nivel Mundial que representó a su natal Tailandia y al Canadá en prestigiosos torneos internacionales, sobre todo, en las ramas de dobles varonil y mixtos.
Temido por su sentido de anticipación y control de raqueta, Kanchanaraphi fue pieza fundamental en el exitoso equipo tailandés que compitió en la Thomas Cup en 1961 y 1964. Gran jugador doblista, destacó jugando de pareja de Narong Bhornchima, y juntos ganaron 15 de los 18 juegos que disputaron en la Thomas Cup, incluyendo sus dos juegos contra Indonesia en la ronda de reto (Challenge Round) en 1961.
Kanchanaraphi y Bhornchima fueron subcampeones de la rama dobles varonil en el prestigioso torneo internacional All-England en 1962, donde perdieron por muy poco contra la pareja danesa integrada por Finn Kobbero y Jorgen Hammergaard Hansen.
En 1969, Kanchanaraphi emigró al Canadá, donde ganó más títulos, y volvió a competir en la Thomas Cup de 1973 y 1976,  esta vez representando a Canadá y de pareja de su antiguo compañero de equipo en Tailandia, Channarong Ratanaseangsuang.
En 1974, Kanchanaraphi y Channarong Ratanaseangsuang ganaron el Campeonato Nacional Abierto de México, en la categoría de dobles.